# Corneilhan
Corneilhan is een gemeente in het Franse departement Hérault (regio Occitanie). De plaats maakt deel uit van het arrondissement Béziers. Corneilhan telde op 1 januari 2022 1.632 inwoners.

## Geografie
De oppervlakte van Corneilhan bedroeg op 1 januari 2022 14,23 vierkante kilometer; de bevolkingsdichtheid was toen 114,7 inwoners per km².

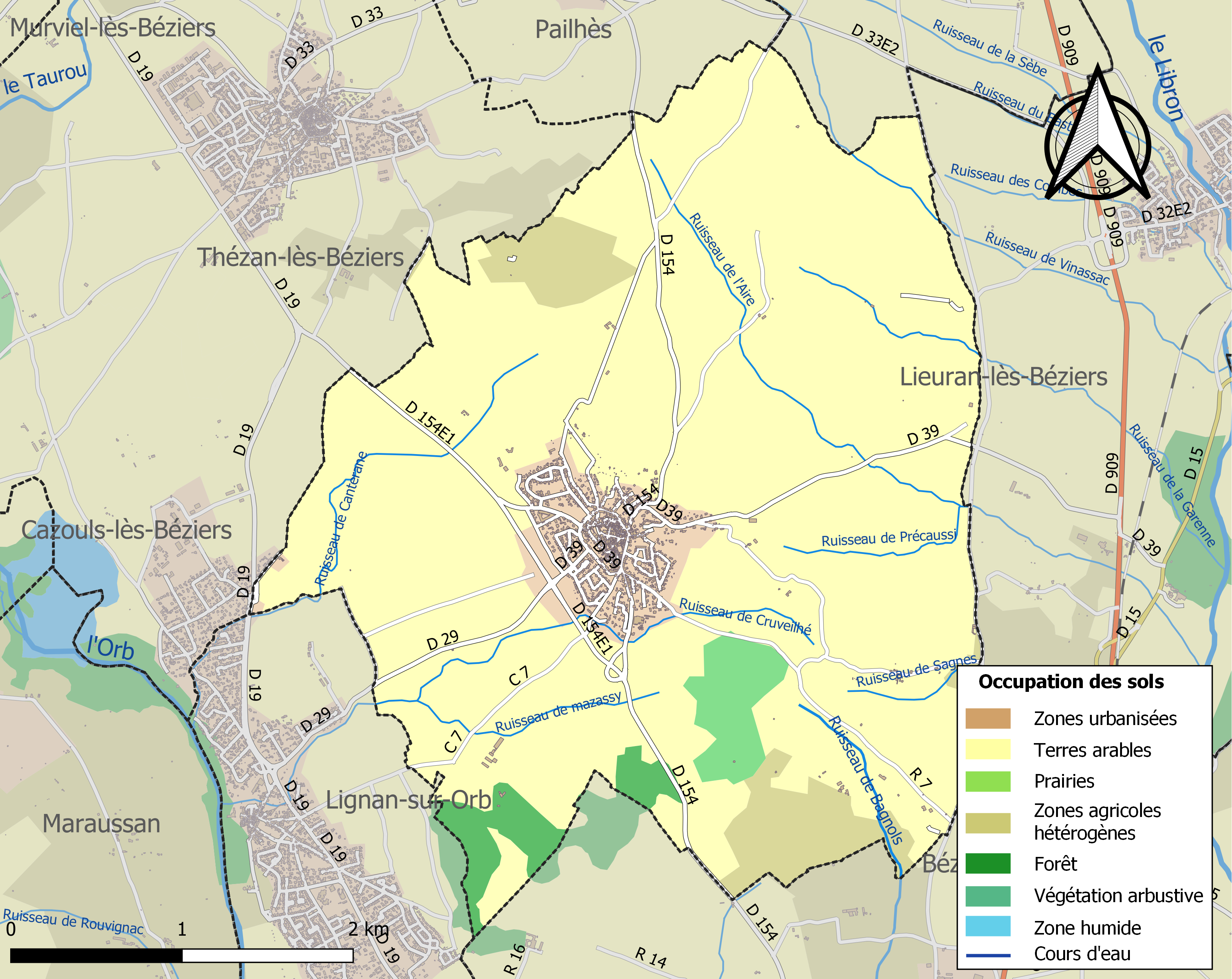
Kaart van de gemeente met belangrijkste infrastructuur, bodemgebruik en omliggende gemeenten

## Demografie
Onderstaande figuur toont het verloop van het inwonertal (bron: INSEE-tellingen).